# Siergiej Kiktiew
Siergiej Pietrowicz Kiktiew (ros. Сергей Петрович Киктев, ur. 1915, zm. 1980 w Moskwie) –radziecki dyplomata.

## Życiorys
Członek WKP(b), 1945-1947 pracował w aparacie Ludowego Komisariatu/Ministerstwa Spraw Zagranicznych ZSRR, 1947-1949 pracownik Ambasady ZSRR w Turcji, 1949-1951 I sekretarz Misji ZSRR w Egipcie, 1951-1954 radca Misji/Ambasady ZSRR w Egipcie. Od 1954 do grudnia 1955 zastępca kierownika Wydziału Państw Bliskiego i Środkowego Wschodu MSZ ZSRR, od 17 grudnia 1955 do 10 lipca 1961 ambasador nadzwyczajny i pełnomocny ZSRR w Libanie, 1961-1963 ponownie zastępca kierownika Wydziału Państw Bliskiego i Środkowego Wschodu MSZ ZSRR, 1963-1969 kierownik tego wydziału. Od 11 listopada 1969 do 3 października 1972 ambasador nadzwyczajny i pełnomocny ZSRR w Afganistanie, od 25 października 1972 do 26 grudnia 1973 ambasador nadzwyczajny i pełnomocny ZSRR w Maroku, od grudnia 1973 do 1976 pracownik aparatu MSZ ZSRR.